# Y.U. Mad
A Y.U. Mad egy dal Birdman amerikai hiphopelőadótól. 2011. szeptember 13-án jelent meg ötödik, Bigga Than Life című lemezéről. Nicki Minaj és Lil Wayne is közreműködik a felvételen. 2011. szeptember 20-án debütált a szám amerikai urban rádiók műsorain.

## Videóklip
2011. október 15-én jelentették be, a Y.U. Mad klipjét Miamiban forhatták. A kisfilmet Gil Green rendezte. 2011. november 27-én debütált a Sucka Freen, majd egy nappal később a 106 & Parkon.

## Kereskedelmi fogadtatás
2011 szeptemberében jelent meg először listán, a Hot R&B/Hip-Hop Songs listán 83. helyén. A listán legjobb helyezése 46. lett. Októberben a Hot 100 listán jelent meg, 68. helyezéssel mindössze egy hétre.

## Remixváltozatok
- Chrishan- Y U Mad (Freestyle)

## Megjelenések
| Ország           | Dátum                | Formátum           | Kiadó              |
| ---------------- | -------------------- | ------------------ | ------------------ |
| Egyesült Államok | 2011. szeptember 13. | Digitális letöltés | Cash Money Records |